# Crispin de Passe der Jüngere
Crispin de Passe der Jüngere, auch Crispyn II. bzw. Crispijn II.und de Pas (* 1593/94 in Köln; † nach 6. Januar 1670 in Amsterdam) war ein Zeichner und Kupferstecher.

## Leben und Wirken
Crispin II. de Passe war der Sohn von Crispijn de Pas dem Älteren sowie Bruder von Simon, Willem und Magdalena de Passe. Nachdem sein Vater, ein Flame, als Mennonit aus Köln ausgewiesen wurde, lebte die Familie seit 1612 in Utrecht. Dort besuchte Crispin II. eine Zeichenschule, vermutlich die seines Vaters.
Im Jahr 1613 wird seine Mitarbeit bei den Emblemata von Gabriel Rollenhagen vermutet. In den Jahren 1617 bis 1630 war er als Zeichenlehrer in Paris an der Pagenschule Antoine de Pluvinels, einer Renaissance-Akademie für Reitunterricht tätig. Es ist fraglich, ob er ohne Unterbrechung in Paris weilte. Seine Tätigkeit in Paris war in erster Linie der Buchverlag.
Nach seiner Rückkehr aus Paris arbeitete Crispin in Utrecht für seinen Vater. Nach dieser Tätigkeit hielt er sich in Rotterdam auf und gründete im Jahr 1639 in Amsterdam seinen eigenen Kunstverlag.

## Werke (Auswahl)
Stiche
- 1614/15 Papst Paul V.
- 1614 Philipp III. von Spanien
- 1945 31 Porträts holländischer Grafen für die Reimchronik von Wachtendorp: Holländische Geschidenissen, ’s-Gravenhage.
- Januar 1663 Allegorie auf den jungen Prinzen Wilhelm III. von Oranien
- 1665 Allegorie des Wilhelm III. zum Statthalter.
- Johann Albert von Solms, (unbez.)

Veröffentlichungen
- 1614 Hortus floridus Crispin junior als Autor gen.
- Manège Royal de Pluvinel. Dieses Werk widmete er dem frz. König. Es enthält Porträts von Ludwig XIII. und seiner Hofleute.
- 1619 Ovide Metamorphoses, Paris, Veuve L’Angelier mit 64 nicht bez. Blättern.
- 1624 Sidney: L’arcadie, Paris.
- 1626 Nicolas Guilbert: Proverbs de Salomon, Paris.
- 1628 Brevarium Bajocense, Caen.
- 1628 Daphne et Chloë (Trad. de Marcassus), Paris.
- 1642 Ondergang des Roomschen adelaars, Amsterdam.
- 1643 La Lumière de la peinture (Slg. v. Zeichenvorlagen)